# 彩虹中心第二期
彩虹中心第二期，是一座位於泰國曼谷的酒店，是泰國境內第三高樓，亦是東南亞第二高酒店及世界第十高酒店建築。酒店內有673個大房間，在77樓有一個觀景台，在83樓有一間酒吧名為「Roof Top Bar & Music Lounge」，在84樓更設有360度觀景台。酒店於1997年落成，於1999年加上尖頂。

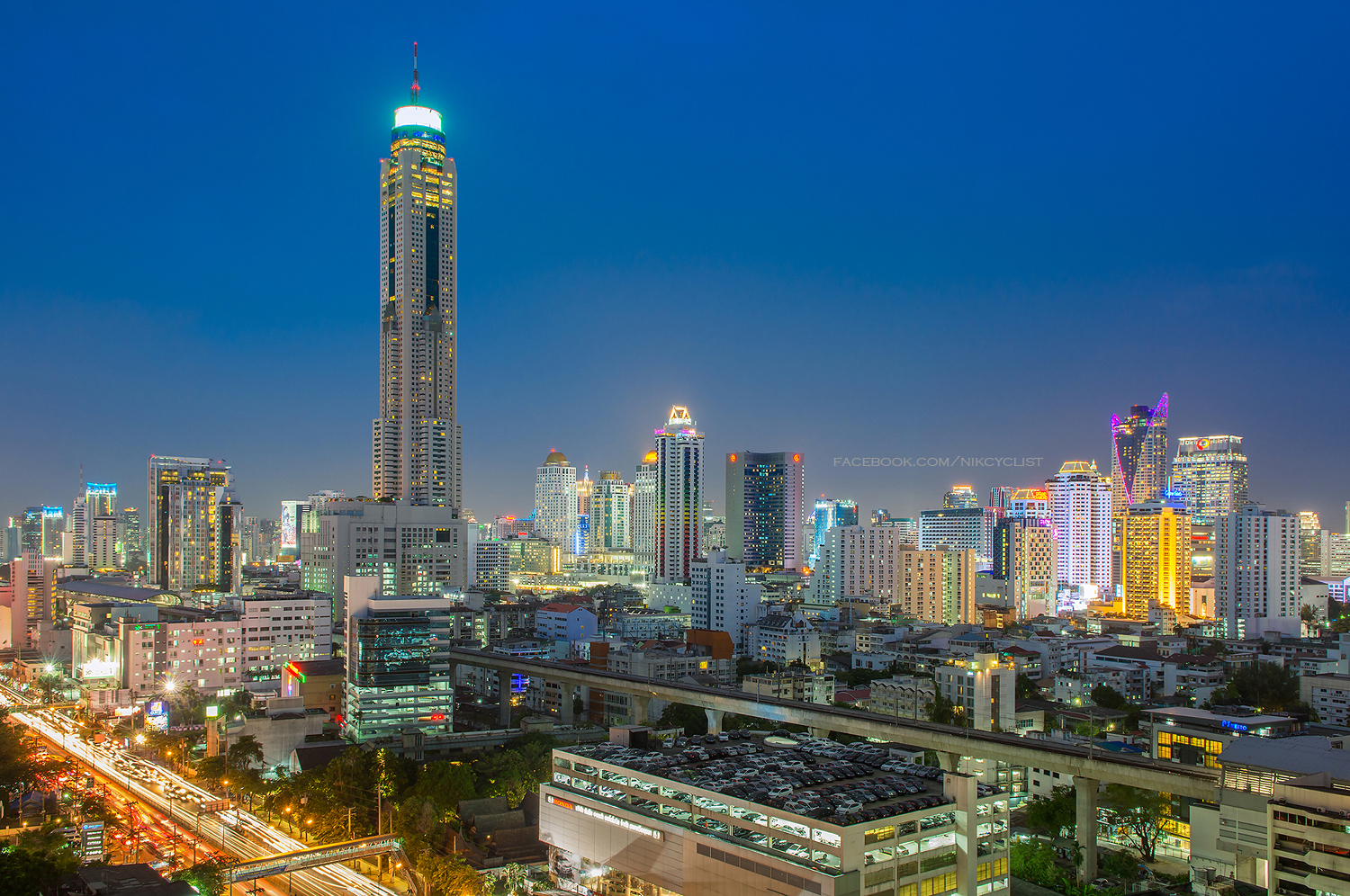
彩虹中心第二期夜景

酒店樓高85層，高304米（997英尺），尖頂高度為328米（1,076英尺）。雖然酒店在其網站一宣稱其屋頂高度為309米（1,014英尺），但高層建築暨都市集居委員會（CTBUH）、Emporis、SkyscraperPage網站將其設為304米（997英尺）。

## 外部連結
- 官方網站 （页面存档备份，存于）

13°45′15″N 100°32′26″E / 13.75417°N 100.54056°E